# Maria Marten, or the Mystery of the Red Barn
Maria Marten, or the Mystery of the Red Barn er en britisk stumfilm fra 1913 af Maurice Elvey.

## Medvirkende
- Elisabeth Risdon som Maria Marten.
- Fred Groves som William Corder.
- Douglas Payne som Roger Deaves.
- Nessie Blackford som Mary Marten.
- A.G. Ogden som Tom Marten.